# North Middleton (Midlothian)
North Middleton ist ein Dorf in der schottischen Council Area Midlothian am Nordrand der Moorfoot Hills. Die nächstgelegene Stadt ist das drei Kilometer nordwestlich befindliche Gorebridge. Musselburgh liegt 13 km nördlich, Galashiels 24 km südöstlich. Das namensgebende Middleton liegt einen Kilometer südlich. Wenige hundert Meter nördlich verläuft das Gore Water, ein Zufluss des South Esk. 1971 lebten 160 Personen in North Middleton.
Im frühen 15. Jahrhundert entstand mit Borthwick Castle eine Festung einen Kilometer nordöstlich von North Middleton. Die schottische Königin Maria Stuart fand dort 1567 nach der Ermordung ihres Gemahls Henry Stuart, Lord Darnley zusammen mit James Hepburn, 4. Earl of Bothwell Unterschlupf. Das in den 1710er Jahren erbaute Herrenhaus Middleton Hall liegt einen Kilometer südöstlich. Das bedeutende Arniston House ist drei Kilometer westlich nahe Temple gelegen.

## Verkehr
North Middleton liegt direkt an der A7 (Edinburgh–Carlisle). Mit dem entlang der Waverley Line gelegenen Bahnhof von Gorebridge befand sich seit dem 19. Jahrhundert unweit ein Fernverkehrsbahnhof. Nachdem er in den 1960er Jahren geschlossen wurde, wird er im Rahmen der Errichtung der Borders Railway in den 2010er Jahren wiedereröffnet. Mit dem Flughafen Edinburgh befindet sich ein internationaler Verkehrsflughafen rund 22 km nordwestlich.